# John Compton Highway
John Compton Highway es una localidad de Santa Lucía, que forma parte del distrito de Castries.